# Capelito le champignon magique

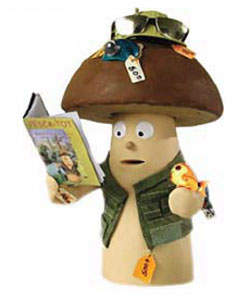
Capelito

Capelito le champignon magique (Capelito Daddy) est un film espagnol d'animation réalisé par Rodolfo Pastor, sorti en 2009.
Le film est composé de 8 courts-métrages.

## Fiche technique
- Titre : Capelito le champignon magique
- Réalisation : Rodolfo Pastor
- Scénario : Rodolfo Pastor
- Pays d'origine : Espagne
- Genre : Dessins animés
- Durée : 42 minutes
- Sortie : 27 octobre 2010 en France

## Doublage

### Voix originales
- Amanda Delgado : Capelito
- David Ortega
- Adriana Bertrán
- Silvia Pérez
- Paula Blanco
- Peio Elvira

### Voix française
- Éric Missoffe : Capelito